# 1470
Évszázadok: 14. század – 15. század – 16. század
Évtizedek: 1420-as évek – 1430-as évek – 1440-es évek – 1450-es évek – 1460-as évek – 1470-es évek – 1480-as évek – 1490-es évek – 1500-as évek – 1510-es évek – 1520-as évek
Évek: 1465 – 1466 – 1467 – 1468 –  1469 – 1470 – 1471 – 1472 – 1473 – 1474 – 1475

## Események

### Határozott dátumú események
- május 15. – VIII. Károly svéd király halála után idősebb Sten Sture lesz a régens Svédországban.
- augusztus 20. – A lipniți-i ütközetben III. István moldvai fejedelem legyőzi az Arany Hordát.
- október – IV. Eduárd angol király korábbi szövetségese, Richard Neville, Warwick grófja elűzi a királyt, aki unokatestvérénél Merész Károly burgundi hercegnél kér segítséget. (Warwick kihozza VI. Henriket a Towerból és visszahelyezi a trónra.)
- május 3. – Mátyás magyar király a hét Garammenti bányavárost örök időkre fölmenti mindennemű adó fizetése alól.

### Határozatlan dátumú események
- október – Török sereg pusztít Horvátországban és Szlavóniában.
- az év folyamán –

  - Mátyás Bartolomeo Roverella pápai legátus engedélyével, Vitéz János esztergomi érsek ellenkezését figyelmen kívül hagyva, megadóztatja a magyar egyházat.
  - Velence elveszti a korinthoszi csatornát őrző Negropontét, ezzel elvesztve tengeri erőfölényét.[1]

## Születések
- május 20. – Pietro Bembo, itáliai bíboros († 1547)
- június 30. – VIII. Károly francia király († 1498)
- november 4. – V. Eduárd angol király († 1483)
- Marchetto Cara, itáliai zeneszerző
- Carpentras, francia zeneszerző
- Antoine de Févin, francia zeneszerző
- Francisco de Peñalosa, spanyol zeneszerző
- Bartolomeo Tromboncino, itáliai zeneszerző

## Halálozások
- május 15. – VIII. Károly svéd király (* 1408)